# The End of Days
Albums de Abney Park
Aether Shanties Off The Grid
The End of Days est le septième album du groupe Abney Park. C'est le troisième à pouvoir être qualifié de Steampunk.

## Titres
1. "The End Of Days"
2. "Neobedouin"
3. "The Wrath Of Fate"
4. "I've Been Wrong Before"
5. "Inside The Cage"
6. "Fight Or Flight"
7. "Victorian Vigilante"
8. "Chronofax"
9. "Letters Between A Little Boy And Himself As An Adult"
10. "Beautiful Decline"
11. "Off The Grid"
12. "To The Apocalypse In Daddy's Sidecar"
13. "Space Cowboy"

## Membres
- Robert Brown - Chant, Bouzouki, Harmonica, Accordéon, Darbuka
- Nathaniel Johnstone - Violon, Guitare, Banjo, Mandoline
- Kristina Erickson - Clavier, Piano
- Daniel C. - Basse, Guitare acoustique
- Jody Ellen - Chant

Avec la participation de :
- Richard Lopez - Trombone, Flûte en sol
- Carey Rayburn - Trompette
- Erica Mulkey (du groupe Unwoman) - violoncelle